# Metopomuscopteryx incurata
Metopomuscopteryx incurata är en tvåvingeart som beskrevs av Henry J. Reinhard 1958. Metopomuscopteryx incurata ingår i släktet Metopomuscopteryx och familjen parasitflugor.
Artens utbredningsområde är Arizona. Inga underarter finns listade i Catalogue of Life.